# アガニャ・ハイツ
アガニャ・ハイツ(英語:Agana Heights チャモロ語:Tutuhan) はグアムにある村である。ハガニアの南、島の中央部に位置する。